# René Magron
René Magron (* 1927) ist ein Schweizer Schauspieler und Journalist. 

## Leben
Biographisches ist über René Magron kaum in Erfahrung zu bringen. Er war von 1951 bis 1955 mit der Schauspielerin Anna Barbara Steckel, einer Tochter aus der ersten Ehe Leonard Steckels mit Jo Mihaly, verheiratet.
Zwischen 1953 und 1963 stand Magron für verschiedene Schweizer und deutsche Film- und Fernsehproduktionen vor der Kamera. Seine erste Rolle spielte er an der Seite seiner Frau und unter der Regie seines Schwiegervaters in dem Film Die Venus vom Tivoli. Unter Ladislao Vajda hatte er einen kleinen Part als Kriminalbeamter in dem Film Es geschah am hellichten Tag. Jürgen Roland besetzte ihn 1959 und 1960 in zwei Folgen seiner Krimiserie Stahlnetz. Letztmals war Magron in der 7-teiligen Abenteuerserie Mit Karl May im Orient zu sehen. 
1958 spielte Magron an der Komödie Basel in der Schweizer Erstaufführung des Stückes Romanow und Julia von Peter Ustinov.
Später war Magron journalistisch tätig und reiste unter anderem 1965 mit dem Fotografen Eric Bachmann im Auftrag der Schweizer Zeitung Blick nach Lambaréné, wo beide in einer Dokumentation das Lebenswerk Albert Schweitzers festhielten, die als 15-teilige Serie veröffentlicht wurde. 1967 war er zunächst stellvertretender, ab November des Jahres dann Chefredaktor der Illustrierten Sie und Er. Diesen Posten hatte er bis April 1969 inne. Von 1984 bis 1986 war er als Produzent beim Brückenbauer (heute Migros-Magazin) tätig.

## Filmografie
- 1953: Zwiespalt des Herzens (Die Venus vom Tivoli)
- 1955: Held in unserer Zeit
- 1956: The River Changes
- 1958: Es geschah am hellichten Tag
- 1958: Eine Freundin in der grossen Welt
- 1959: Die Räuber
- 1960: Es geschah an der Grenze: Jagd im Dunkel
- 1959: Stahlnetz: Das Alibi
- 1960: Stahlnetz: E ... 605
- 1961: E gfreuti Abrechnig
- 1961: Der seltsame Gastgeber
- 1963: Mit Karl May im Orient